# Hérophile (sibylle)
 (septembre 2017).
Si vous disposez d'ouvrages ou d'articles de référence ou si vous connaissez des sites web de qualité traitant du thème abordé ici, merci de compléter l'article en donnant les références utiles à sa vérifiabilité et en les liant à la section « Notes et références ».
 (septembre 2017).
Pour le médecin grec antique, voir Hérophile.
Hérophile (en grec ancien Ἡροφίλη / Hērophílē, littéralement « chère à Héra ») est une sibylle d'Érythrées. Elle est la fille de Théodoros et d'une nymphe, mais on raconte aussi au sujet de sa naissance, qu'elle aurait été enfantée par Lamia, fille de Poséidon, après une étreinte avec Zeus
Alors gardienne du temple d'Apollon en Troade, elle aurait prédit à Hécube, mère de Pâris, l'ensemble des malheurs que causerait son fils à l'Asie.

## Sources antiques

### Témoignage de Pausanias
Le passage le plus riche d'informations à propos d'Hérophile est la présentation qu'en donne Pausanias :
«   On voit près de là une roche qui s'élève au-dessus de la terre ; les Delphiens assurent qu'Hérophile surnommée la Sibylle, se tenait sur cette roche pour chanter ses oracles. La première qui ait porté ce nom de Sibylle et qui me paraît remonter à la plus haute antiquité, est celle que les Grecs disent fille de Jupiter et de Lamie, fille de Neptune; elle est, suivant eux, la première femme qui ait prononcé des oracles, et ils ajoutent que ce fut des Libyens qu'elle reçut le nom de Sibylle. Hérophile est d'une époque plus récente que celle-là; il paraît néanmoins qu'elle florissait avant le siège de Troie, car elle annonça dans ses oracles qu'Hélène naîtrait et serait élevée à Sparte pour le malheur de l'Asie et de l'Europe, et que Troie serait à cause d'elle prise par les Grecs. Les Déliens rappellent un hymne de cette femme sur Apollon; elle se donne dans ses vers non seulement le nom d'Hérophile, mais encore celui de Diane ; elle se dit dans un endroit l'épouse légitime d'Apollon, dans un autre sa sœur et ensuite sa fille ; elle débite tout cela comme furieuse et possédée du dieu. Elle prétend dans un autre endroit de ses oracles, qu'elle est née d'une mère immortelle, l'une des nymphes du mont Ida, et d'un père mortel. Voici ses expressions : Je suis née d'une race moitié mortelle, moitié divine ; ma mère est immortelle, mon père vivait d'aliments grossiers. Par ma mère je suis originaire du mont Ida, ma patrie est la rouge Marpesse consacrée à la mère des dieux, et arrosée par le fleuve Aïdonéus. (trad. abbé Gedoyn, 1796). »

### Sources latines
Dans des sources plus tardives, les origines d'Hérophile varient. Le poète Tibulle la mentionne accompagnée de l'épithète Mermessia, c'est-à-dire « de Mermesse », ville de Phrygie. 
Lactance, se fondant sur l'autorité d'un texte perdu de Varron, dresse la liste des différentes sibylles pour récuser la vérité de leurs propos. Il présente ainsi la cinquième sibylle, probablement Hérophile, considérant son origine érythréenne : 
«  L'Érythréenne fut la cinquième ; Apollodore d'Erythrées la fait citoyenne de la même ville que lui. Ce fut elle qui, voyant partir les Grecs pour Troie, leur prédit la ruine de cette ville, et dit qu'Homère ferait un poème qu'il remplirait de fictions et de mensonges (trad. Drouet de Maupertuy) .
 »
Isidore de Séville la déclare née à Babylone : 
« La cinquième [sibylle], une Érythréenne du nom d'Hérophile, naquit à Babylone. Elle prédit dans un oracle  que Troie était vouée à la destruction sous l'assaut d'Ilion par les Grecs et qu'Homère écrirait des mensonges. »
Au XIIIe siècle, Conrad de Mure semble s'appuyer sur le témoignage d'Isidore de Séville.

## Portique des Athéniens
« Les Athéniens eux-mêmes ont fait ériger un portique avec le produit du butin qu'ils firent sur les Péloponnésiens et les autres peuples de la Grèce qui étaient alliés avec eux. On y voit des proues de vaisseaux avec leurs ornements et des boucliers en cuivre ; dessus est une inscription qui nous fait connaître les villes sur lesquelles les Athéniens firent ce butin ; ces villes sont Élis, Lacédémone, Sicyone, Mégare, Pellène dans l'Achaïe ; Ambracie, Leucade et Corinthe elle-même. Ce fut, à ce que je pense, à la suite de ces victoires navales que les Athéniens sacrifièrent à Thésée et à Poséidon sur le promontoire Río. L’inscription roule sur Phormion, fils d'Asopichos, et sur ses exploits.  »
Le portique des Athéniens, fouillé dès le début du XIXe siècle, est l'un des monuments les plus anciennement connus. Cependant, l'occasion de la consécration pose problème : d'après Pausanias, il s'agit de la guerre du Péloponnèse. Or, selon Pierre Amandry, spécialiste de la Grèce antique, le style de l'édifice et de la dédicace remonteraient à l'époque des guerres médiques.

## Différences entre Sibylle et Pythie
La Pythiea un statut institutionnel et, à ce titre, est associée au sanctuaire d'Apollon à Delphes, alors que la Sibylle est indépendante, nomade, et pratique une divination occasionnelle. La Pythie n'est que la porte-parole du dieu : elle donne la réponse d'Apollon aux questions qui lui sont adressées, au contraire de la Sibylle qui parle à la première personne, revendiquant l'originalité de sa prophétie et le caractère indépendant de ses réponses. On imagine la Pythie jeune car c'est à l'origine une jeune fille vierge ou chaste, et la Sibylle est estimée aussi vieille que le monde car considérée comme une incarnation de la sagesse divine. La Pythie apparaît en Grèce après la première Sibylle, et les sibylles surviennent au VIIIe siècle av. J.-C. en Asie Mineure, initialement servantes de la grande déesse Cybèle. Enfin, malgré certaines images poétiques véhiculées par Lucain et  Virgile, la Pythie est plutôt posée, même si elle est en transe, alors que la Sibylle « dit l'avenir d'une bouche délirante. »